# 鍛冶村
鍛冶村（かじむら）とは北海道亀田郡にあった村である。

## 概要
松倉川水系支流の鮫川の上流に当たる村である。
旧村名は梶山村、鍜冶屋村で、1786年（天明6年）の蝦夷拾遺には鍜冶村の名前が使われている。
現在の日吉町、さらに湯ノ川まで含まれていたようであるとしている。
なお『新羅之記録』で、「志濃里の鍛冶屋村に家数百有り」と記されている鍛冶屋村とは別の村である。紛らわしいので誤った記述をする書籍があるので注意を有する。松前藩の史学者松前広長が『松前秘府』（安永年間）で注意書きをするほどである。

## 歴史
1456年（康正2年）以降の蝦夷との戦いにより、のち100年間は和人の住居者は居なかったが、『明治19年各村聞取書』の中では、鍛冶村開祖は1579年（天正7年）に陸奥国三戸郡三戸町より兄弟2人が移住して鍛冶を始め、その後1582年（天正10年）に小柳善右衛門が津軽地方より移住したとしている。函館市史では16世紀後半から17世紀後半にかけて津軽、南部地方から直接あるいは一度箱館から戸井付近の海岸線に居住し、後に移住して来たことが推定されているとしている。
松前天保凶荒録（備荒貯蓄一件）によると、1832年（天保3年）より大雪により雪解けが遅れたために野菜や穀物が凶作で、天保の大飢饉の1833年（天保4年）には米の価格が暴騰した。松前藩の支援とは別に村独自に家一軒当たり米三升五合を非常米として販売した。
1902年（明治35年）4月1日、龜田村、神山村、桔梗村、石川村と併せて、北海道二級町村制施行し龜田村の一部になった後、1962年（昭和37年）1月1日、龜田村が町制施行して亀田町、さらに1971年（昭和46年）11月1日には市政施行をし亀田市の一部になったが、1973年（昭和48年）12月1日、亀田市が函館市に編入合併したことにより現在函館市の一部となっている。

### 年表
鍛冶村時代
- 1456年（康正2年）、蝦夷との戦いにより、のち約100年間は和人の住居者が途絶える。
- 1579年（天正7年）に陸奥国三戸郡三戸町より兄弟2人が移住して鍛冶を始める。
- 1582年（天正10年）に小柳善右衛門が津軽地方より移住。
- 1599年（慶長4年）、山城国紀伊郡稲荷山（現·伏見稲荷大社）より分霊して小祠を建てこれに安置した。鍛治稲荷神社[6]。
- 1833年（天保4年）、天保の大飢饉に襲われる。1836年（天保7年）まで続く[5]。

龜田村、亀田町、亀田市時代
- 1902年（明治35年）4月1日、合併し、北海道二級町村制龜田村の一部になる。龜田村大字鍛冶村[7]。
- 1931年（昭和6年）、龜田村字鍛治[8]村に改められる[7]。
- 1962年（昭和37年）、龜田村が亀田町になり、亀田町字鍛治に改められる[7]。
- 1971年（昭和46年）、亀田町が市政施行して亀田市鍛治町に改められる[7]。

函館市時代
- 1973年（昭和48年）、亀田市が函館市に合併されて函館市鍛治町に改められる[7]。